# World Wide Web Consortium
Consorțiul Web (World Wide Web Consortium, W3C) este un consorțiu internațional, format din membri permanenți și parteneri, care are ca scop dezvoltarea de standarde pentru World Wide Web.
World Wide Web Consortium a fost înființat în anul 1994, la Massachusetts Institute of Technology, de către Tim Berners-Lee, cu suportul CERN, DARPA și Comisia Europeană. Tim Berners-Lee este actualul director al World Wide Web Consortium.
Organizația a fost înființată cu scopul de a realiza standarde pentru Web, astfel încât tehnologiile folosite pe Web să aibă interoperabilitate și accesibilitate maximă.
World Wide Web Consortium este principala organizație internațională care stabilește normele și standardele după care funcționează internetul, browserele web și motoarele de căutare. 

## Standarde
Standardele Web au rolul de a ajuta ca informația disponibilă pe Web să fie ușor accesibilă și  afișată corect, indiferent de dispozitivul hardware și software cu care se accesează o pagină web. Standardele Web permit accesarea eficientă a aceleiași pagini web din diferite browsere, diferite calculatoare, de pe telefonul mobil sau alte dispozitive. 
Toate standardele oficiale emise de W3C se concretizează într-un document numit W3C Recommendation ce conține documentația oficială și completă pentru standardul respectiv. Standardele pentru serviciile web W3C sunt aprobate ca standarde internaționale ISO/IEC.
Standarde W3C/IETF (prin Internet protocol suite):
- CGI
- CSS
- DOM
- GRDDL
- HTML
- HTML5
- HTTP
- MathML
- OWL
- P3P
- RDF
- SISR
- SKOS
- SMIL
- SOAP
- SPARQL
- SRGS
- SSML
- SVG
- VoiceXML
- XHTML
- XHTML+Voice
- XML
- XML Events
- XML Information Set
- XML Schema
- XPath
- XQuery
- XSL-FO
- XSLT
- WCAG
- WSDL
- XForms

## Scopul și misiunea W3C
Consorțiul World Wide Web (W3C) are ca scop asigurarea unei dezvoltări coerente și interoperabile a tehnologiilor web. Scopul principal al W3C este de a elabora standarde și recomandări deschise care să permită accesul universal la informații prin intermediul internetului, indiferent de dispozitivul utilizat sau de locația geografică a utilizatorului.
Unul dintre obiectivele fundamentale ale consorțiului este promovarea accesibilității webului, astfel încât persoanele cu dizabilități să poată accesa și utiliza conținutul online. În acest sens, W3C a dezvoltat inițiative și standarde precum Web Content Accessibility Guidelines (WCAG), care oferă îndrumări pentru crearea de conținut accesibil.
De asemenea, W3C urmărește menținerea stabilității și securității webului pe termen lung. Activitatea consorțiului se bazează pe colaborarea dintre numeroși actori din domeniu, inclusiv companii, instituții academice și organizații non-guvernamentale, având ca scop armonizarea intereselor acestora în beneficiul comunității globale de utilizatori și dezvoltatori web.